# Sandakan
Sandakan ist die zweitgrößte Stadt des malaysischen Bundesstaats Sabah. Sie liegt an der Ostküste im Norden der Insel Borneo. Sie gehört zum Gebiet Sandakan Division, das die Distrikte Beluran, Kinabatangan, Sandakan und Tongod umfasst. 2010 hatte die Stadt 157.330 Einwohner. Sandakan ist gleichzeitig Sitz des gleichnamigen Distrikts Sandakan.

## Geschichte

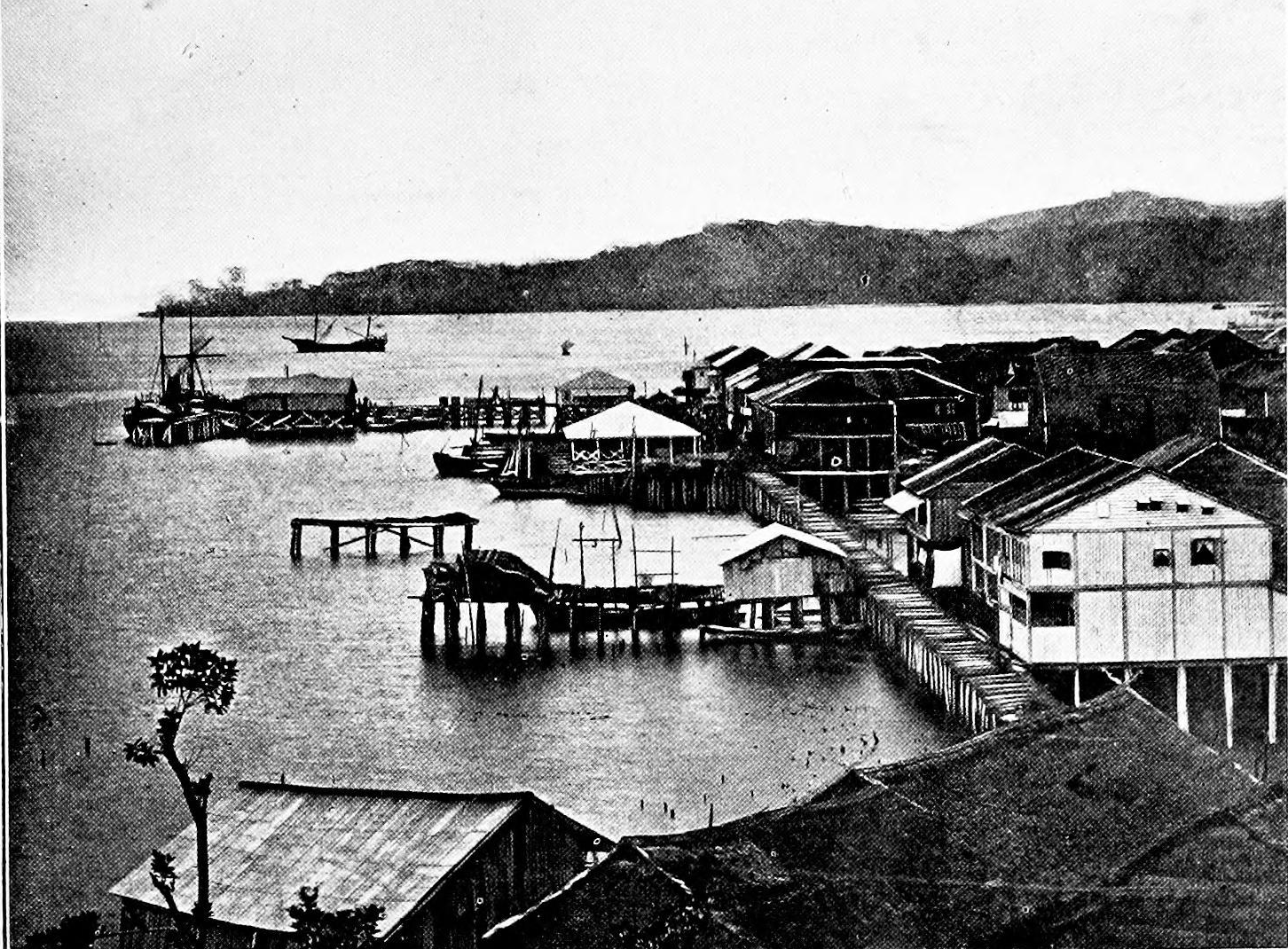
Hafen Sandakan gegen 1885

Die Ostküste Sabahs gehörte bis in die frühen 1870er Jahre zum Sultanat von Sulu, zu dem auch das Gebiet des heutigen Südens der Philippinen gehörte. Die erste europäische Ansiedlung erfolgte durch einen schottischen Waffenschmuggler, William Clarke Cowie, der der Siedlung Sandakan den Namen gab, in der Sprache der Suluk "gepfändeter Platz". Bald allerdings hieß der Ort "Kampung German" (deutsche Siedlung/Siedlung der Deutschen), als verschiedene Deutsche dort Stützpunkte errichteten. Die Ansiedlung fiel 1878 samt dem gesamten Territorium Nordborneo an den österreichisch-ungarischen Konsul Baron von Overbeck, der mit dem Sultan von Sulu einen entsprechenden Konzessionsvertrag geschlossen hatte. Am 15. Juni 1879 brannte die Ansiedlung ab und wurde nicht wieder errichtet. Der britische Resident, William Burgess Pryer, verlegte sie am 21. Juni 1879 an einen Platz am Ausgang der Sandakan-Bucht, der heute als Buli Sim Sim bekannt ist, und gab der neuen Siedlung den Namen Elopura (Schöne Stadt); sie wurde einige Jahre später wiederum in Sandakan umbenannt. Der Name Elopura ist heute noch als Wahlkreis N45 für die Wahlen zum Dewan Undangan Negeri Sabah vorhanden.
Nordborneo kam 1881 unter die Verwaltung der North Borneo Chartered Company. 1883 wurde Sandakan anstelle des bisherigen Kudat zur Hauptstadt von Nordborneo (heute: Sabah) erhoben und behielt diese Stellung (zeitweise auch unter dem Namen Elopura) bis 1946. In diesem Jahr wurde das Gebiet zur britischen Kronkolonie und die Verwaltung nach Kota Kinabalu (damals noch Jesselton) als Hauptstadt verlegt.
Im Zweiten Weltkrieg befand sich etwas außerhalb der Stadt das unter Verwaltung der Japanischen Besatzungsarmee stehende Kriegsgefangenenlager Sandakan. Bekannt wurde dieses Arbeitslager durch die Todesmärsche von Sandakan, bei denen etwa 2000 Briten und Australier umgebracht wurden oder an Krankheiten oder Unterernährung starben.

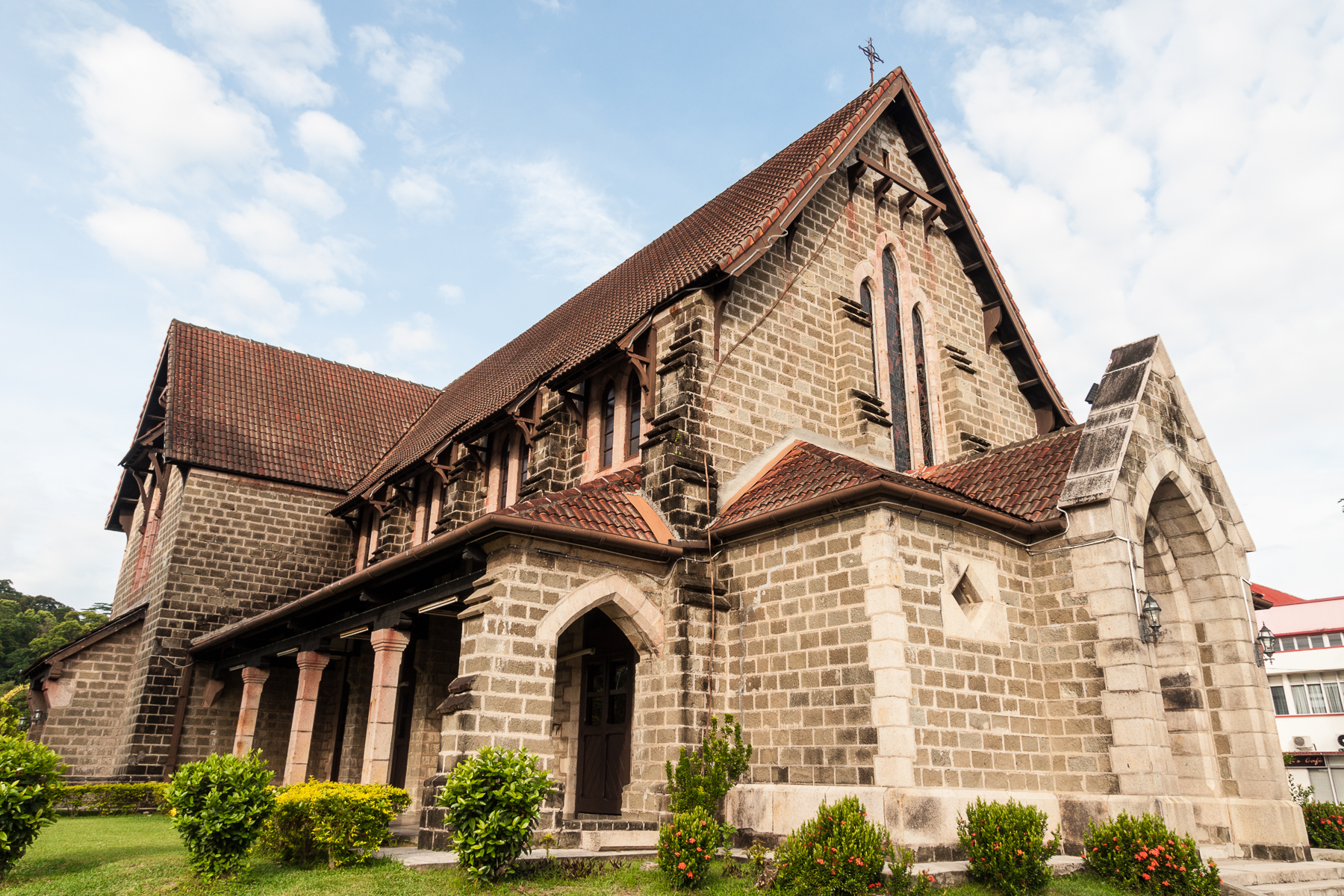
St. Michael’s and All Angels – Die älteste aus Steinen erbaute Kirche in Sabah

## Wirtschaft
Bereits Mitte der 1930er Jahre erreichte der Export tropischer Hölzer aus Sandakan den Rekordwert von 180.000 Kubikmetern und machte die Stadt zum weltweit größten Exporteur von Hartholz. Auf dem Höhepunkt des Holzbooms prahlte Sandakan damit, die größte Anzahl an Millionären auf dem gesamten Erdball zu vereinen. Heute ist die Bedeutung des Holzexports stark gesunken. Aber immer noch besitzt Sandakan nach Kota Kinabalu den zweitwichtigsten Hafen Sabahs. Von hier aus wird hauptsächlich Palmöl, Tabak, Kakao, Kaffee und Sago exportiert.

## Tourismus
Eine zunehmende Bedeutung spielt für das aufstrebende Sandakan auch der Tourismus. Von Zeit zu Zeit wird der Hafen von Kreuzfahrtschiffen angelaufen.
Der Distrikt Sandakan ist bekannt für seine öko-touristischen Attraktionen, wie zum Beispiel die Orang-Utan-Auswilderungsstation Sepilok Rehabilitation Centre (ca. 25 km westlich der Stadt), den Nationalpark Kepulauan Penyu (Schildkröten-Inseln), den Kinabatangan (mit 560 km der zweitlängste Fluss Malaysias) und die Gomantong-Höhlen, bekannt für ihre Schwalbennester, die auch heute noch dort abgeerntet werden.

## Infrastruktur
Sandakan ist über den Flughafen Sandakan an das Inlandsflugnetz von Malaysia angeschlossen. Der heutige Flughafen geht auf einen Flugplatz zurück, den die japanischen Besatzer während des Zweiten Weltkriegs von australischen und britischen Kriegsgefangenen errichten ließen. Der Flughafen liegt etwa 15 Kilometer nordwestlich der Stadtmitte.
Die Stadt liegt am Ende der zweispurigen Sabahstrasse A4 von Tuaran über Ranau nach Sandakan.
Sandakan verfügt über ausgedehnte Hafenanlagen, die jedoch hauptsächlich dem Warentransport dienen. Nennenswerte Fährverbindungen von hier aus existieren nicht.

## Sehenswürdigkeiten
Sandakan wurde gegen Ende des Zweiten Weltkriegs fast vollständig zerstört. Die wenigen erhaltenen historischen Relikte der ehemaligen Hauptstadt wurden 2003 im Sandakan Heritage Trail (SHT) zu einem Cityrundgang zusammengefasst. Die elf Stationen des Historischen Pfads umfassen
- die Masjid-Jamik-Moschee,
- den MPS Square mit dem William-Pryer-Denkmal, dem Denkmal der North Borneo Chartered Company, dem Sandakan War Memorial und dem Sandakan Liberation Monument,
- die 100-Stufen-Treppe,
- das Agnes-Keith-Haus,
- den historischen Treppenaufgang,
- den chinesischen Tempel Göttin der Barmherzigkeit,
- die Singapore Road,
- die anglikanische Kirche St. Michael’s and All Angels,
- den Sam Sing Kung-Tempel,
- den Malaysia-Brunnen,
- das Tourist Information Centre und
- das Sandakan Heritage Museum sowie
- das Sandakan-Massaker-Memorial.

Etwas außerhalb des Stadtzentrums, nahe dem Flughafen, befindet sich der Sandakan Memorial Park, eine Gedenkstätte auf dem Gelände des ehemaligen Kriegsgefangenenlagers Sandakan. Im Süden der Stadt findet sich der Batu Sapi, eine markante, ca. 4 Meter hohe, durch marine Erosion entstandene Felsformation.
Seit 2007 ist Sandakan Sitz des römisch-katholischen Bistums Sandakan. Die Kathedrale ist St. Mary’s.

## Distrikt Sandakan
Sandakan ist auch Verwaltungszentrum des Sandakan District. Der Distrikt Sandakan ist – bezogen auf die Einwohnerzahl – mit 396.290 Einwohnern nach Kota Kinabalu und Tawau der drittgrößte der 25 Distrikte Sabahs.

## Sonstiges
Die Abenteuerbücher des italienischen Autors Emilio Salgari schufen einen fiktiven Helden, den Piraten Sandokan, den "Tiger von Malaysia", der gegen den historischen britischen Kolonialherren James Brooke, Raja von Sarawak, kämpft. Diese Abenteuerbücher, die ab 1895 erschienen, wurden in den 1970er Jahren verfilmt. Der Name des fiktiven Helden hat keinen Bezug zur Ansiedlung Sandakan.

## Klimatabelle
|                       | Jan   | Feb   | Mär   | Apr   | Mai   | Jun   | Jul   | Aug   | Sep   | Okt   | Nov   | Dez   |   |         |
| Mittl. Tagesmax. (°C) | 29,3  | 29,6  | 30,6  | 31,7  | 32,6  | 32,4  | 32,3  | 32,5  | 32,1  | 31,6  | 30,8  | 29,9  | ⌀ | 31,3    |
| Mittl. Tagesmin. (°C) | 23,7  | 23,6  | 23,8  | 24,0  | 24,1  | 23,9  | 23,5  | 23,5  | 23,4  | 23,5  | 23,6  | 23,7  | ⌀ | 23,7    |
|                       |       |       |       |       |       |       |       |       |       |       |       |       |   |         |
| Niederschlag (mm)     | 398,2 | 303,8 | 152,9 | 114,1 | 125,0 | 195,1 | 202,3 | 223,6 | 225,1 | 284,0 | 334,7 | 458,6 | Σ | 3.017,4 |
|                       |       |       |       |       |       |       |       |       |       |       |       |       |   |         |
| Sonnenstunden (h/d)   | 5,3   | 6,0   | 7,1   | 8,2   | 7,9   | 7,0   | 6,9   | 7,1   | 6,4   | 6,0   | 5,5   | 5,2   | ⌀ | 6,6     |
|                       |       |       |       |       |       |       |       |       |       |       |       |       |   |         |
| Regentage (d)         | 17    | 13    | 9     | 7     | 9     | 11    | 12    | 12    | 12    | 15    | 18    | 20    | Σ | 155     |
|                       |       |       |       |       |       |       |       |       |       |       |       |       |   |         |
| Wassertemperatur (°C) | 28    | 28    | 28    | 29    | 29    | 29    | 29    | 29    | 29    | 29    | 29    | 28    | ⌀ | 28,7    |
|                       |       |       |       |       |       |       |       |       |       |       |       |       |   |         |
| Luftfeuchtigkeit (%)  | 84    | 83    | 82    | 81    | 82    | 82    | 83    | 83    | 84    | 85    | 86    | 86    | ⌀ | 83,4    |

| 23,7 |

| 23,6 |

| 23,8 |

| 24,0 |

| 24,1 |

| 23,9 |

| 23,5 |

| 23,5 |

| 23,4 |

| 23,5 |

| 23,6 |

| 23,7 |

| 23,7 |

| 23,6 |

| 23,8 |

| 24,0 |

| 24,1 |

| 23,9 |

| 23,5 |

| 23,5 |

| 23,4 |

| 23,5 |

| 23,6 |

| 23,7 |